# London Internet Exchange
De London Internet Exchange of kortweg LINX is een van Europa's grootste internet exchanges. De internet exchanges van Amsterdam en Londen worden allebei aangemerkt als grootste exchanges, afhankelijk van hoe dit exact gemeten wordt (bijvoorbeeld aantal deelnemende providers en hoeveelheid verkeer).

## Geschiedenis
De London Internet Exchange is opgericht in 1994. De LINX is, net als de AMS-IX, een van de oprichters van de overkoepelende organisatie van Europese exchanges EURO-IX.
Linx is een not for profit-bedrijf en opgericht door de internetproviders die behoefte hadden aan een neutrale organisatie waar de providers onderling internetverkeer kunnen uitwisselen of peeren.
In 2010 stond de LINX op de derde plaats gemeten naar hoeveelheid internetverkeer dat uitgewisseld wordt via het platform van LINX.

### Omvang
Per september 2010 heeft LINX 371 actieve leden, waarbij in 2010 tot nu toe 43 nieuwe aanvragen zijn binnengekomen.
In totaal hebben deze leden 761 interfaces of ethernetpoorten in gebruik. Het aantal gebruikers van 10 gigabitpoorten bedraagt 286.
Piekverkeer is momenteel 614 Gbits/s. De leden zijn afkomstig uit 55 landen.

## Techniek
LINX beheert twee geheel gescheiden netwerken waarop de leden kunnen aansluiten. Standaard zal een deelnemer die verkeer wil gaan uitwisselen via het platform van LINX op elk platform een aansluiting krijgen. De twee platformen maken gebruik van eigen infrastructuur en de apparatuur die elk platform gebruikt zijn van verschillende leveranciers. Daarnaast is LINX verspreid over een aantal locaties. Voor de lijst van locaties zie hieronder.
Elke locatie heeft minimaal twee switches: één op elk platform: de twee platformen maken gebruik van ethernetswitches van twee leveranciers, te weten: Extreme Networks en Brocade Networks, voorheen bekend als Foundry Networks. Een provider die lid wordt van LINX moet bij één (of meer) locaties ruimte huren en vervolgens lidmaatschap aanvragen van LINX. Om lid te kunnen worden moet de provider een eigen netwerk hebben met eigen IP-adressen en een zogenaamd eigen Autonomous System of AS-nummer. Als een lid gevestigd is op een locatie krijgt hij twee IP-adressen uit verschillende IP-adresreeksen: voor elk switching-platform een eigen IP-adres. De IP-adressen die gebruikt worden zijn 195.66.224.0/23 voor het Brocade-netwerk en 195.66.226.0/23 voor het Extreme-netwerk. Dit IP-adres wordt vervolgens geconfigureerd op de interface van de router die is aangesloten op het LINX netwerk (per switchpoort mag het lid slechts één IP-adres aansluiten: de router moet dus rechtstreeks op die poort worden aangesloten).
Elke locatie van LINX zal minimaal via twee routes zijn gekoppeld aan de andere locaties. Via de website van LINX kan men voor elk van de twee netwerken recente diagrammen downloaden: het Brocade netwerk en het Extreme Netwerk diagram

## Locaties
Op dit moment kan een lid gebruikmaken van de volgende locaties:
- Telehouse North in de Docklands (Londen)
- Telehouse East in de Docklands
- Telehouse West in de Docklands

er is een Layer2 verbinding met Telehouse London Metro en Telehouse Parijs zodat leden ook vanaf die locaties rechtstreeks kunnen aansluiten op LINX
- Telecity 6 & 7, Harbour Exchange Square, Docklands
- Telecity 8 & 9, Harbour Exchange Square, Docklands
- Telecity Bonnington House, Millharbour
- Telecity Sovereign House, Marsh Hall
- Telecity Memaco House, Meridian Gate
- Telecity Powergate

- Equinix London 4
- Interxion London City

Zoals gezegd heeft elke locatie ten minste twee netwerken met elk hun eigen switches, en elke locatie is ten minste verbonden met twee andere sites. Veel van de housinglocaties bieden hun klanten de mogelijkheid om een ethernetverbinding of een dark-fibreverbinding (dan wel een kanaal op een DWDM-netwerk) met andere locaties van betreffend bedrijf zodat een LINX-member zijn apparatuur fysiek op een andere locatie heeft staan.
Grotere providers zullen er overigens voor kiezen om op meerdere locaties routers te plaatsen zodat ze verkeer kunnen blijven uitwisselen via het LINX-platform, ook als de apparatuur op een locatie geheel uitvalt (ofwel het LINX-platform of de apparatuur van de provider). Daarnaast zijn veel providers lid van verschillende exchanges: London, Amsterdam, Frankfurt etc.

## Andere exchanges in London
Hoewel LINX veruit de grootste internet exchange in het Verenigd Koninkrijk is zijn er andere exchanges. Vaak zullen deze exchanges (deels) op dezelfde locaties hun diensten aanbieden. In London zijn de volgende andere exchanges:
- LIPEX: London Internet Providers Exchange
- LONAP: London Network Access Point
- Packet Exchange (voorheen Xchange Point; commercieel)
- Redbus Internet Exchange (commercieel)

## Andere diensten
Behalve het aanbieden van een platform waarlangs de leden verkeer kunnen uitwisselen biedt de organisatie ook een aantal diensten aan welke de leden kunnen gebruiken of die dienen ter algemeen nut. Zo biedt LINX haar leden tijdsynchronisatie aan via een atoomklok en beheert ze diverse diensten die algemene statistieken verzamelen. Vaak zijn dit projecten onder de vlag van Réseaux IP Européens.
Ook host LINX, net als de AMS-IX overigens, een aantal DNS-rootservers: F-, K- en I-root server. Ook een aantal cc TLD's hebben hun DNS-server gehost op LINX.